# David McCullough
David Gaub McCullough (Pittsburgh, Pennsilvània, 7 de juliol de 1933) és un autor, narrador, historiador popular i conferenciant estatunidenc. Ha guanyat dues vegades el Premi Pulitzer i el National Book Award i ha rebut la Medalla Presidencial de la Llibertat, el màxim premi civil dels Estats Units.

## Biografia

### Primers anys i educació
McCullough va néixer al barri de Point Breeze de Pittsburgh, Pennsilvània, de Ruth (née Rankin; 1899 – 1985) i Christian Hax McCullough (1899 – 1989). Era d'ascendència escocesa-irlandesa, alemanya i anglesa. Va ser educat a la Linden Avenue Grade School i a la Shady Side Academy, a la seva ciutat natal de Pittsburgh.
Amb quatre germans, McCullough va tenir una infància meravellosa amb una àmplia gamma d'interessos, inclosos els esports i dibuixos animats. Els pares de McCullough i la seva àvia, que li llegia sovint, el van introduir als llibres de ben jove. Els seus pares parlaven sovint d'història, un tema que deia que s'hauria de parlar més sovint. McCullough estimava l'escola, cada dia; va contemplar moltes opcions de carrera, des d'arquitecte, actor, pintor, escriptor fins a advocat, i va considerar anar a la facultat de medicina durant un temps.
El 1951, McCullough va començar a anar a la Universitat Yale. Va dir que era un privilegi estudiar anglès a Yale a causa de professors com John O'Hara, John Hersey, Robert Penn Warren i Brendan Gill. McCullough va dinar de tant en tant amb el novel·lista i dramaturg Thornton Wilder guanyador del premi Pulitzer. Wilder, va dir McCullough, li va ensenyar que un escriptor competent manté un aire de llibertat a la història, de manera que un lector no anticiparà el resultat, fins i tot si el llibre no és ficció.
McCullough es va llicenciar en literatura anglesa per la Universitat Yale. El seu primer llibre va ser The Johnstown Flood (1968); i des de llavors ha escrit nou llibres més sobre temes com Harry S. Truman, John Adams, el pont de Brooklyn i els germans Wright. McCullough també ha narrat nombrosos documentals, com La guerra civil de Ken Burns, així com la pel·lícula Seabiscuit (2003); i va presentar el programa de TV American Experience durant dotze anys.
Els dos llibres guanyadors del premi Pulitzer de McCullough, Truman i John Adams, han estat adaptats per HBO a una pel·lícula per a televisió i una minisèrie, respectivament.
Mentre estava a Yale, es va convertir en membre de Skull and Bones. Va ser aprenent a Time, Life, l’Agència d'Informació dels Estats Units i American Heritage, on va gaudir de la recerca. Va dir: «Una vegada que vaig descobrir la fascinació infinita de fer la recerca i de fer l'escriptura, vaig saber que havia trobat el que volia fer a la meva vida». Mentre assistia a Yale, McCullough va estudiar arts i es va llicenciar en anglès, amb la intenció de fer-se escriptor de ficció o dramaturg. Es va graduar amb honors en literatura anglesa el 1955.

## Carrera d'escriptor

### Carrera inicial
Després de graduar-se, McCullough es va traslladar a la ciutat de Nova York, on Sports Illustrated el va contractar com a aprenent el 1956. Més tard va treballar com a editor i escriptor per a l’Agència d'Informació dels Estats Units a Washington DC. Després de treballar durant dotze anys en edició i escriptura, inclosa una posició a American Heritage, McCullough va sentir que [havia] arribat al punt en què [ell] podria intentar alguna cosa pel seu compte.
McCullough no tenia cap anticipació que [ell] anés a escriure història, però [ell] va ensopegar amb una història que [ell] pensava que era poderosa, emocionant i que val la pena explicar-la. Mentre treballava a American Heritage, McCullough va escriure en el seu temps lliure durant tres anys. The Johnstown Flood, una crònica d'un dels pitjors desastres d'inundació de la història dels Estats Units, es va publicar el 1968 amb gran elogi per la crítica. John Leonard, de The New York Times, va dir de McCullough: «No tenim millor historiador social». Malgrat els temps econòmics difícils, va decidir fer-se escriptor a temps complet, animat per la seva dona Rosalee.

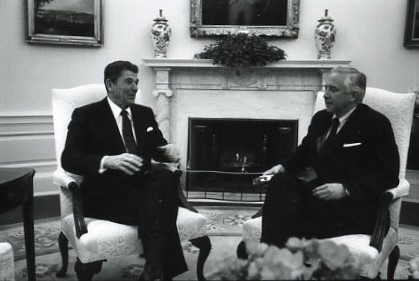
McCullough entrevista el president Ronald Reagan el 1981

### Aconseguint reconeixement
La gent sovint em pregunta si estic treballant en un llibre. No és així com em sento. Em sembla que treballo en un llibre. És com posar-me sota un encanteri. I aquest encanteri, si voleu, és tan real per a mi que si he de deixar la meva feina durant uns dies, he de tornar-me a entrar en l'encanteri quan torni. És gairebé com una hipnosi.
Després de l'èxit de The Johnstown Flood, dues noves editorials li van oferir contractes, un per escriure sobre el Gran incendi de Chicago i un altre sobre el terratrèmol de San Francisco. Simon & Schuster, editor del seu primer llibre, també va oferir a McCullough un contracte per escriure un segon llibre. Intentant no fer-se Bad News McCullough, va decidir escriure sobre un tema que mostrava que la gent no sempre era ximple, inepta o irresponsable. Va recordar les paraules del seu professor de Yale: [Thornton] Wilder va dir que va tenir la idea d'un llibre o d'una obra de teatre quan volia aprendre sobre alguna cosa. Després, va comprovar si algú ja ho havia fet, i si no ho fessin, ho faria. McCullough va decidir escriure una història del pont de Brooklyn, que havia travessat moltes vegades. Va ser publicat el 1972.
També va proposar, a partir d'un suggeriment del seu editor, un treball sobre el Canal de Panamà; tots dos van ser acceptats per l'editor.
Cinc anys més tard, es va publicar The Path Between the Seas: The Creation of the Panamà Canal, 1870–1914, que va obtenir el reconeixement generalitzat de McCullough. El llibre va guanyar el National Book Award in History, el Samuel Eliot Morison Award, el Francis Parkman Prize i el Cornelius Ryan Award. Més tard, el 1977, McCullough va viatjar a la Casa Blanca per assessorar Jimmy Carter i el Senat dels Estats Units sobre els Tractats Torrijos-Carter, que donarien a Panamà el control del Canal. Carter va dir més tard que els tractats, que es van negociar per transferir la propietat del Canal a Panamà, no haurien passat si no hagués estat pel llibre.

### La història de la gent
El quart treball de McCullough va ser la seva primera biografia, reforçant la seva creença que la història és la història de les persones. Estrenat l'any 1981, Mornings on Horseback explica la història de disset anys en la vida de Theodore Roosevelt, el 26è president dels Estats Units. L'obra va des de la infància de Roosevelt fins al 1886, i parla d'una vida intensament viscuda. El llibre va guanyar el segon premi nacional del llibre i el seu primer premi de biografia de Los Angeles Times i el premi Lleó literari de la Biblioteca Pública de Nova York. A continuació, va publicar Brave Companions, una col·lecció d'assajos que despleguen a la perfecció. Escrit al llarg de vint anys, el llibre inclou assaigs sobre Louis Agassiz, Alexander von Humboldt, John i Washington Roebling, Harriet Beecher Stowe, Conrad Richter i Frederic Remington.
Amb el seu següent llibre, McCullough va publicar la seva segona biografia, Truman (1993) sobre el 33è president. El llibre va guanyar McCullough el seu primer premi Pulitzer, en la categoria de Millor biografia o autobiografia, i el seu segon premi Francis Parkman. Dos anys més tard, el llibre va ser adaptat com a Truman (1995), una pel·lícula de televisió de HBO, protagonitzada per Gary Sinise com a Truman. Crec que és important recordar que aquests homes no són perfectes. Si fossin déus de marbre, el que fessin no seria tan admirable. Com més veiem els fundadors com a humans, més els podem entendre.
David McCullough, treballant durant els següents set anys, McCullough va publicar John Adams (2001), la seva tercera biografia sobre un president dels Estats Units. Un dels llibres de no-ficció més venuts de la història, el llibre va guanyar el segon premi Pulitzer de McCullough a la Millor biografia o autobiografia el 2002. El va començar com un llibre sobre els pares fundadors i els presidents consecutius John Adams i Thomas Jefferson; però va deixar caure Jefferson per centrar-se en Adams. HBO va adaptar John Adams com una minisèrie de set parts amb el mateix nom. Estrenat el 2008, va protagonitzar Paul Giamatti en el paper principal. La versió en DVD de la minisèrie inclou el documental biogràfic David McCullough: Painting with Words.
El 1776 de McCullough explica la història de l'any de fundació dels Estats Units, centrant-se en George Washington, l'exèrcit continental amateur i altres lluites per la independència. A causa de la popularitat de McCullough, la seva impressió inicial va ser d'1,25 milions d'exemplars, molts més que el llibre d'història mitjana. En el seu llançament, el llibre va ser el més venut número u als Estats Units. Es rumorejava una adaptació de la minisèrie de 1776.
McCullough es va plantejar escriure una seqüela de 1776. Tanmateix, va signar un contracte amb Simon & Schuster per fer un treball sobre els nord-americans a París entre 1830 i 1900, The Greater Journey, que es va publicar el 2011. El llibre cobreix els nord-americans del segle xix, entre ells Mark Twain i Samuel Morse, que van emigrar a París i van assolir importància en la cultura o la innovació. Altres assignatures són Benjamin Silliman, que havia estat professor de ciències de Morse a Yale, Elihu Washburne, l’ambaixador dels Estats Units a França durant la guerra francoprussiana, i Elizabeth Blackwell, la primera dona metgessa dels Estats Units.
The Wright Brothers de McCullough es va publicar el 2015. The Pioneers va seguir el 2019, la història dels primers colons europeus nord-americans del Territori del Nord-oest, un vast desert nord-americà al qual el riu Ohio era la porta d'entrada.

## Obres

### Llibres
| Títol | Any  | Tema                                                                                | Premis |
| --- | ---- | ----------------------------------------------------------------------------------- | --- |
| The Johnstown Flood: The Incredible Story Behind One of the Most Devastating Disasters America Has Ever Known | 1968 | Inundacions de Johnstown                                                            | |
| The Great Bridge: The Epic Story of the Building of the Brooklyn Bridge                                       | 1972 | Pont de Brooklyn                                                                    | |
| The Path Between the Seas: The Creation of the Panama Canal, 1870–1914                                        | 1977 | Canal de Panamà, Història del Canal de Panamà                                       | National Book Award (1978), Francis Parkman Prize (1978), Samuel Eliot Morison Award (1978), Cornelius Ryan Award (1978)          |
| Mornings on Horseback                                                                                         | 1981 | Theodore Roosevelt                                                                  | National Book Award (1982) |
| Brave Companions: Portraits in History                                                                        | 1991 | Assaigs biogràfics publicats anteriorment                                           | |
| Truman | 1992 | Harry S. Truman                                                                     | Premi Pulitzer de Biografia o Autobiografia (1993), The Colonial Dames of America Annual Book Award (1993), Francis Parkman Prize |
| John Adams | 2001 | John Adams                                                                          | Premi Pulitzer de Biografia o Autobiografia (2002)                                                                                |
| 1776 | 2005 | Revolució americana, Guerra de la Independència dels Estats Units                   | American Compass Best Book (2005)                                                                                                 |
| In the Dark Streets Shineth: A 1941 Christmas Eve Story                                                       | 2010 | Winston Churchill, Franklin D. Roosevelt, Conferència Arcadia                       | |
| The Greater Journey: Americans in Paris                                                                       | 2011 | Americans a París durant el segle xix inclosos James Fenimore Cooper i Samuel Morse | |
| The Wright Brothers                                                                                           | 2015 | Els germans Wright                                                                  | National Aviation Hall of Fame, Combs Gates Award (2016)                                                                          |
| The American Spirit: Who We Are and What We Stand For                                                         | 2017 |                                                                                     | |
| The Pioneers: The Heroic Story of the Settlers Who Brought the American Ideal West                            | 2019 | Pioners nord-americans al territori del nord-oest                                   | |